# 山﨑彩音
山﨑 彩音（やまざき あやね、1999年1月26日 - ）は日本のシンガー・ソングライター、Pop Music Artist。Ayane Yamazaki表記も用いる。初期のバンド・サウンドと力強いヴォーカルを特徴としていたが、その後シティ・ポップや渋谷系、さらにエレクトロ・ポップやドリーム・ポップ的な傾向のサウンドへと変化を続けている。
15歳のころに東京と神奈川のライブハウスで音楽活動を開始、2015年にEP『Yer』をme and baby musicより発表。2016年にシンガー・ソングライターとして当時最年少となる17歳でフジ・ロック・フェスティバルに出演。2017年にフォーライフミュージックエンタテイメントよりメジャー・デビュー。2019年にAWALより全世界配信デビューし、日本国外のインディー・シーンでも話題となった。2021年現在4枚のアルバムを発表している。

## 来歴

### メジャー・デビュー以前
山﨑彩音は1999年1月26日に神奈川県湘南で生まれた。小学生のころに父の影響でギターをはじめた当時は、BoA、関ジャニ∞、斉藤和義、BUMP OF CHICKENなどのファンだった。中学生のころ軽音楽部に入るが、周りが神聖かまってちゃんを知らなかったことに温度差を感じ、ひとりで弾き語りをはじめる。
高校１年生の夏ごろ (2014年) よりライブハウスに出演し、アコースティック・ギター弾き語りでBLANKEY JET CITY、ゆらゆら帝国、椎名林檎などの曲を演奏、秋ごろより作曲も開始する。高校２年生のころ (2015年) に、忌野清志郎関連の映画パンフレットで高橋 Rock Me Babyを知り、Twitterでフォローしたところ連絡を受け、それを機にミュージシャンとして本格的な活動を開始する。
2015年末にEP『Yer』をライブ会場と通信販売のみで発表。2016年、仲井戸“CHABO”麗市、GLIM SPANKYのオープニング・アクトを務めるほか、同年のフジ・ロック・フェスティバルに当時シンガー・ソングライターとして最年少となる17歳で出演した。

### メジャー・デビュー（2017年）以降
2017年FORLIFE SONGSより、弾き語りとドラムのみの編成を中心としたEP『キキ』を発表。同年ごろより弾き語りからバンド形式へとライブの編成を移行。2018年メジャー・デビュー・アルバム『METROPOLIS』を発表。
2019年、イギリスの AWALのオーディションに日本人女性として初めて合格し、セカンド・アルバム『LIFE』で全世界配信デビューを果たす。同作より丸山桂をサウンド・プロデュースに迎えている。ドイツのインディー・チャートで2位となるなど、世界各国のインディー・シーンでも話題となったほか、収録曲の「指で数えて」が寺本勇也監督のLGBTを主題とした映画『青空になる』（2020年）の主題歌として採用された。また、従来の山﨑彩音表記に加え、Ayane Yamazaki表記も併記するようになった。
2020年にAWALより配信リリースしたサード・アルバム『呼びかけられて』は、山﨑によるとアルバム全体の流れを意識した作品であり、また前作までのギターからエレクトリック・ピアノとシンセサイザーへと演奏する楽器を変更しており、シティ・ポップ的であると評された。同年ごろよりライブ活動を休止しスタジオでのレコーディングに集中し、2021年には、6曲中3曲がインストゥルメンタルで、プログラミングを中心に用いエレクトロ・ポップ色の強まったアルバム『Ribbon』をFRIENDSHIP.より発表、同作はヨーロッパやアメリカのいくつかのメディアにおいて年間ベスト・アルバムにランクインした。

## 音楽性
2017年ごろまではほとんど詞先で曲を作っていたが、2018年の『METROPOLIS』収録作には曲先の楽曲もあり、Divine Magazine (2021) においては旋律やフレーズから初め、そこからすべてを構築すると述べている。また2018年ごろより、アコースティック・ギターでは手癖が出てしまうので、他の方法で作曲するためにGarageBandを使用するようになり、2021年現在はほぼすべての曲を25鍵のキーボードで作曲している。歌詞については受け手に解釈を委ねたい、英語での歌唱については、ネイティブのようには聞こえないだろうけれども、音楽においてはむしろそれがメリットになると語っている。
初期はバンド・サウンドと力強いヴォーカルを特徴としていた。2019年の『LIFE』は、1980年代の日本のポップスやニュー・ウェイブ、1990年代の渋谷系、現代（2010年代）のアメリカのドリーム・ポップやベッドルーム・ポップ、スリープ・ロックなどと関連付けて評価されている。楽曲やサウンドは、キーボードやシンセサイザーを中心に据えた丸みを帯びたもの変化していき、2020年の『呼びかけられて』のころからシティポップ的なメロウネスを取り入れていると評された。2021年の『Ribbon』においてはさらに、エレクトロ・ポップ的なプログラミングを主体としたサウンドに変化し、新しいスタイルのドリーム・ポップと評されている。
この他にも様々なジャンルや要素に関連付けた批評があり、たとえばOTOTOY (2019a)はファルセット的な声のセクシャリティーにオルタナティブとアンビエントをミックスさせたサウンド、そして東京的なオリエンタリズムと日本的な情緒を含んだメロディーラインと評し、Mikiki (2020)は歌謡曲やシティ・ポップ、シンセ・ポップといったジャンルのいずれにも収まりきらないと記述している。また、IGGY Magazin (2019)は、中毒的なポップとあやすように揺り動かす（vous berce pour mieux vous dompter）甘い歌声の甘い音色という両面をもつと評している。SENSA (2021b) は『Ribbon』について、アンビエント・ポップとイージーリスニングがブレンドされた『透き通った重力』を感じる1枚であるとした。山﨑自身は自らの音楽について特定のジャンルやルーツを定めることはできないと述べている。

### 影響を受けた音楽や文学
好きなアーティストとしては、野宮真貴を挙げているほか、関ジャニ∞やV6などのジャニーズ系アイドルのファンでもある。大貫妙子も愛聴しており、2020年に「魔法をおしえて」をカバーしている。10代のころには、ビル・エヴァンスからインスピレーションを受けて、音数を減らして歌を作るようになったという。ギターは独学だが、だれかに習えるなら坂本慎太郎に教えてほしいと述べている。また、音楽以上に村上春樹からの影響が大きいと語っており、とくに11歳のときに『海辺のカフカ』に出会ったことが創作慾の源泉となったと述懐している。
2019年の『LIFE』では、松任谷由実の「夕涼み」の影響が出ていると述べているほか、スザンヌ・ヴェガの『孤独（ひとり）』や『欲望の9つの対象』のシックで小さい声を使った曲作りやサウンド・プロダクション、あるいはポール・オースターの小説『ムーン・パレス』に触発されたという。
そのほかSENSA (2021b) においては、DOOPEESや原田郁子を影響を受けたアーティストとして挙げている。

## ディスコグラフィ
※シングルについては省略する。
| 発売日         | タイトル       | 形態     | レーベル             | 備考 |
| -------------- | -------------- | -------- | -------------------- | --- |
| 2018年7月25日  | METROPOLIS     | CD、配信 | FORLIFE SONGS        | アルバム名は、SF映画『メトロポリス 』（1927年、ドイツ）などのイメージから取られている。サウンド・プロデュースはハイエナカー（トラック6-9）と藤森翔平（その他トラック）が担当。 |
| 2019年10月30日 | LIFE           | CD、配信 | FORLIFE SONGS / AWAL | |
| 2020年10月25日 | 呼びかけられて | 配信     | AWAL                 | 安田成美「風の谷のナウシカ」のカバーを収録。 |
| 2021年6月23日  | Ribbon         | 配信     | FRIENDSHIP.          | |

| 発売日         | タイトル | 形態     | レーベル          |
| -------------- | -------- | -------- | ----------------- |
| 2015年12月11日 | Yer      | CD       | me and baby music |
| 2017年4月26日  | キキ     | CD、配信 | FORLIFE SONGS     |